# Calyptranthes acevedoi
Calyptranthes acevedoi är en myrtenväxtart som beskrevs av Brother Alain. Calyptranthes acevedoi ingår i släktet Calyptranthes och familjen myrtenväxter.
Artens utbredningsområde är Puerto Rico. Inga underarter finns listade i Catalogue of Life.